# Hans Hermann Theobald
Hans Hermann Theobald (* 28. Mai 1901; † 16. Juli 1963) war ein deutscher Journalist, der den eisernen Gustav auf seiner Fahrt nach Paris begleitete.
Von 1922 bis 1945 arbeitete Hans Hermann Theobald für die Berliner Morgenpost. Der 26-jährige Hans Hermann Theobald war Reporter bei Ullstein und schrieb auch für die B.Z. am Mittag, als Gustav Hartmann den Verlag um Unterstützung für sein Unternehmen anging. Ullstein unterstützte Hartmann mit 1000 Mark und Theobald begleitete Hartmann in seiner Droschke von Berlin nach Paris und zurück und berichtete unterwegs telegraphisch für seine Blätter.
Später leitete Theobald die Lokalredaktion beim Berliner und dann beim Telegraf.
Hans Hermann Theobald wurde auf dem Friedhof Schmargendorf beigesetzt. Er hinterließ eine Tochter.